# Gandang Gabi, Vice!
Gandang Gabi, Vice! est une émission de télévision philippine, présentée par Vice Ganda. Elle est diffusée depuis le 22 mai 2011 sur le réseau ABS-CBN.

## Présentateur
- Vice Ganda